# Izba Kontroli Rachunkowej Poczt i Telegrafów

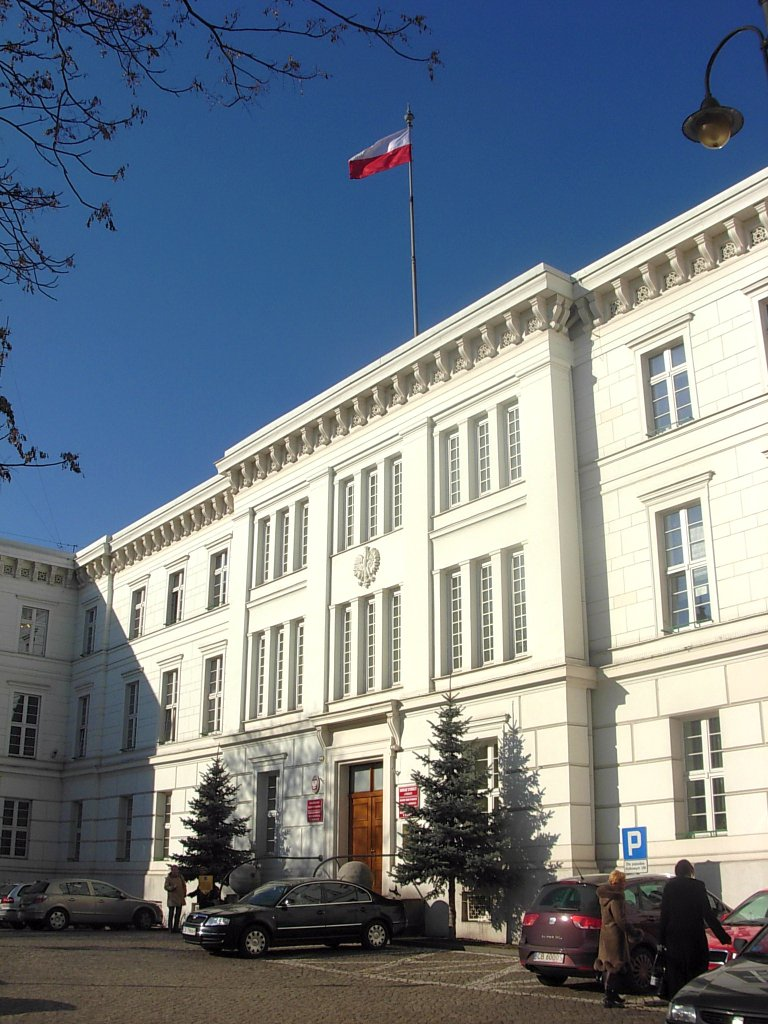
Pierwsza siedziba Izby Kontroli Rachunkowej Poczt i Telegrafów – budynek rejencji bydgoskiej, od 1945 Urzędu Wojewódzkiego

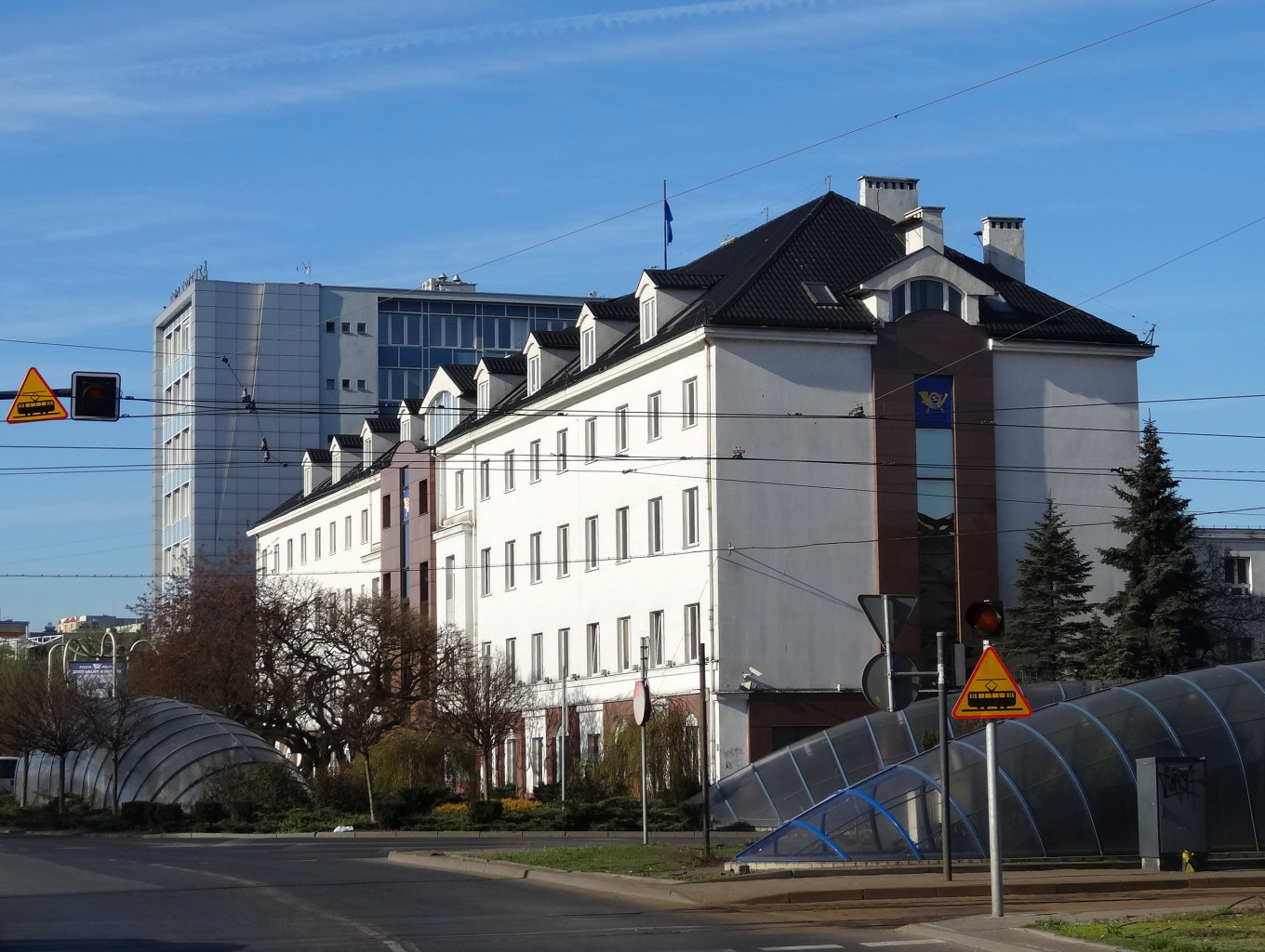
Centralny Ośrodek Rozliczeniowy Poczty Polskiej w Bydgoszczy ul. Bernardyńska (od 1957)

Izba Kontroli Rachunkowej Poczt i Telegrafów (IKR) – instytucja publiczna, której celem było kontrolowanie pocztowych przepływów finansowych. Została utworzona 1 maja 1921. Jej siedzibą była Bydgoszcz, gmach dzisiejszego Urzędu Wojewódzkiego przy ulicy Jagiellońskiej.
IKR powstała na bazie Zawodowej Izby Obrachunkowej I i Zawodowej Izby Obrachunkowej II, w wyniku wyodrębnienia tych struktur z Ministerstwa Poczt i Telegrafów (izby te ze względu na zagrożenie spowodowane wojną polsko-bolszewicką już w 1920 ewakuowano z Warszawy do Bydgoszczy).

## Zadania i działalność IKR
Zadaniem IKR była kontrola opłat pocztowych i telegraficznych oraz kontrola przekazów wpłaconych i wypłaconych na poczcie.
W 1935 r. jej zadanie określono jako „centralne wykonywanie kontroli dokumentów pocztowego ruchu pieniężnego oraz prowadzenie i uzgadnianie z zagranicznymi zarządami pocztowo-telegraficznymi rozrachunków, wynikających z międzynarodowej wymiany pocztowej, telefonicznej, telegraficznej i radiotelegraficznej”.
IKR była jednostką nowoczesną i sprawną, korzystającą ze zdobyczy ówczesnej techniki. W 1929 do kontroli przekazów pocztowych wprowadzono maszyny firmy Hollerith (która to firma w 1924 przekształciła się w dzisiejszego potentata z dziedziny informatyki – IBM). Wydarzenie to uznawane jest za jedno z pionierskich zastosowań informatyki w Polsce. Prace IKR zautomatyzowano, wprowadzając także dziurkacze do kopiowania przekazów, tabulatory do sumowania wpłat i wypłat przekazowych oraz segregatory służące do sortowania kart.

## Struktura organizacyjna
Od 1921 r. IKR składała się z dwóch wydziałów: I Wydziału kontroli opłat pocztowych i II Wydziału kontroli przekazów pocztowych, które z kolei, w miarę potrzeb mogły być podzielone na oddziały. Pracami IKR kierował Dyrektor, pracami wydziałów kierowali naczelnicy, a oddziały prowadzone były przez kierowników.
Zmiany w ustroju IKR wprowadzono w 1935 r. rozporządzeniem Ministra Poczt i Telegrafów z 31 sierpnia 1935 o organizacji państwowego przedsiębiorstwa „Polska Poczta, Telegraf i Telefon” oraz dołączoną do niego Instrukcją Organizacyjną jednostek kierowniczych, wykonawczych i centralnych państwowego przedsiębiorstwa „Polska Poczta, Telegraf i Telefon”. Zmieniono nazwę instytucji, która odtąd nazywała się: Izba Kontroli Rachunkowej Poczty i Telekomunikacji. Zaliczono ją do centralnych jednostek przedsiębiorstwa „Polska Poczta, Telegraf i Telefon”. Na czele IKR stał Dyrektor. Instrukcja Organizacyjna określiła jego obowiązki, do których należało przede wszystkim kierowanie czynnościami Izby, czuwanie nad należytym wykonywaniem przez Izbę czynności kontrolnych i nadzorowanie wykonywanych prac.
Od 1935 IKR dzieliła się na następujące oddziały:
- rejestracyjno-reklamacyjny
- kontroli wpłat i wypłat przekazów krajowych
- bilansowy
- kontroli przekazów zagranicznych
- kontroli opłat i rozrachunków zagranicznych
- oraz sekretariat.

## Historia powojenna
Również po wojnie sprawy rozrachunków poczty pozostawiono w Bydgoszczy. W 1957 r. oddano dla użytku tej instytucji budynek przy ul. Bernardyńskiej 15, gdzie pochodna IKR – Centralny Ośrodek Rozliczeniowy – do dziś ma swoją siedzibę. W powojennej historii IKR w Bydgoszczy przekształcana była w następujące jednostki:
- Centralne Biuro Rozrachunkowe Poczt i Telegrafów
- Centralny Ośrodek Rozliczeniowy Poczty i Telekomunikacji
- państwowe przedsiębiorstwo Poczta Polska Centralny Ośrodek Rozliczeniowy (jako odrębne przedsiębiorstwo w strukturach Poczty Polskiej).